# Frantz Wendt
Frantz Wilhelm Wendt, född 2 juli 1815, död 2 augusti 1895, var en dansk trädgårdsmästare.
Wendt, som var son till läkaren Johann Christian Wilhelm Wendt, gick först i Borgerdydskolen i Köpenhamn, men tvingades av hälsoskäl 1830 att överge studierna och kom i trädgårdslära på Gisselfeld under trädgårdsmästare Thiesen. I september 1836 underkastade han sig som elev i Fredensborgs slottsträdgård konstträdgårdsmästarexamen. Åren 1839–1843 förestod han Vallø stiftsträdgård, och efter att han med offentligt understöd hade företagit en utlandsresa, blev han trädgårdsmästare på Ledreborg vid Lejre. Trädgården var mycket eftersatt och stora förändringar företogs under de sju år han innehade denna plats. År 1851 köpte han en egendom på Sankt Jørgensbjerg vid Roskilde, där han drev plantskola och fröhandel, och vid sidan av detta hade han ett icke obetydligt lantbruk, som gav honom möjlighet till försök med många nya grässorter, rotfrukter och sädessorter. Särskilt under 1860- och 1870-talen hade han stor omsättning med plantskoleartiklar och frö, och det dröjde därför inte länge, förrän han kunde utöka arealen från 5 till 9 tunnland. Under 1880-talet ökade emellertid konkurrensen och han sålde därför sin egendom 1889. Då examen i blomsterodling och driveri 1866 förlades till Veterinær- og Landbohøjskolen, utnämndes han till examinator i förstnämnda ämne. Han gav dåtidens trädgårds- och lantbruksutställningar ett betydande stöd genom att alltid medverka med stora och rikhaltiga samlingar. Han var hedersmedlem av flera föreningar, bland annat av Almindelig dansk Gartnerforening.